# Addicted
Addicted er en dansk børnefilm fra 2017 instrueret af Nicklas Frederiksen.

## Handling
Forskellige afhængigheder plager folk verden over - alle er afhængige af noget.